# Scottiola rufovariegata
Scottiola rufovariegata är en insektsart som först beskrevs av Lucien Chopard 1931.  Scottiola rufovariegata ingår i släktet Scottiola och familjen syrsor. Inga underarter finns listade i Catalogue of Life.